# Kirchwistedt
Kirchwistedt è una frazione del comune tedesco di Beverstedt, in Bassa Sassonia.

## Storia
Kirchwistedt costituì un comune autonomo fino al 1º novembre 2011.